# Piper hirtilimbum
Piper hirtilimbum är en pepparväxtart som beskrevs av Trel. & Yunck.. Piper hirtilimbum ingår i släktet Piper och familjen pepparväxter. Inga underarter finns listade i Catalogue of Life.